# Limenitis mephistiphiles
Limenitis mephistiphiles är en fjärilsart som beskrevs av Butler 1869. Limenitis mephistiphiles ingår i släktet Limenitis och familjen praktfjärilar. Inga underarter finns listade i Catalogue of Life.